# Маленький крёстный отец из Гонконга
«Маленький крёстный отец из Гонконга» или «Палачи кунг-фу» (кит. трад. 香港小教父, палл. Сян Ган сяо цзяо фу, англ. Little Godfather from Hong Kong) — гонконгский кинофильм режиссёра Ын Сиюня, вышедший в 1974 году.

## Сюжет
Агенты Интерпола, остановившие незаконный оборот наркотиков, гибнут в разных странах мира. Эти убийства являются работой мафиозного клана Кэролла. В Гонконге, один такой агент чуть не погибает от взрывчатки на шее у немецкой овчарки. Его спасает Ван Лэй, который проходил мимо. Оказалось, что Лэй – мастер боевых искусств и кинозвезда. Предотвращение взрыва ставит под угрозу дальнейшее благополучное существование преступного клана, поэтому глава клана хочет разделаться с Лэем. Мафиози приглашают Лэя в Рим, якобы для съёмок, чтобы там убрать его. Кинозвезда приезжает туда с маленьким братом, где у них начинаются неприятности.

## В ролях
| Актёр               | Роль                  |
| ------------------- | --------------------- |
| Брюс Лян            | Ван Лэй               |
| Ясуаки Курата       | Саката                |
| Ширли Корригэн      | Хайди                 |
| Гордон Митчелл      | старший сын Кэрролла  |
| Мария Д'Инкоронато  | Лили                  |
| Консалво Делль`Арти | Кэрролл               |
| Ман Хой             | Камень, брат Ван Лэя  |
| Марио Кутини        | ватиканский убийца    |
| Фань Юй             | Ван Юнь, друг Ван Лэя |

## Съёмочная группа
- Кинокомпания: The Eternal Film (H.K.) Co.
- Продюсер: Пау Мин
- Режиссёр: Ын Сиюнь
- Сценарист: Ын Сиюнь, Тхун Лоу
- Ассистент режиссёра: Чань Ва
- Постановка боёв: Брюс Лён
- Монтаж: Сун Мин, Пхунь Чиу, Пхунь Хун, Бруно Дима
- Грим: Норман Ло
- Художник: Джонатан Тин
- Композитор: Чау Фуклён
- Оператор: Уильям Чён